# Pimpinella palmetorum
Pimpinella palmetorum är en flockblommig växtart som beskrevs av Ernst Gottlieb von Steudel. Pimpinella palmetorum ingår i släktet bockrötter, och familjen flockblommiga växter. Inga underarter finns listade i Catalogue of Life.